# Hải Tộc
Dân tộc biển (Sea Peoples hay Peoples of the Sea) được cho là một liên minh hải tặc xuất hiện vào cuối thời kỳ đồ đồng, có thể có nguồn gốc từ phía tây Anatolia (phần đất thuộc châu Á của Thổ Nhĩ Kỳ) hoặc từ phía nam châu Âu, cụ thể là khu vực Biển Aegea. Họ là những người di chuyển quanh vùng Địa Trung Hải và đã từng tấn công Thổ Nhĩ Kỳ, Syria, Canaan, Síp và Ai Cập cổ đại. Tuy nhiên các nhà sử học có rất ít thông tin về Dân tộc biển, do các thông tin có được từ các thư tịch cổ và qua nghiên cứu khảo cổ học là rất ít, vì vậy danh tính thực của họ vẫn chỉ là phỏng đoán.
Các tài liệu về Dân tộc biển chủ yếu được ghi chép vào giai đoạn cuối của Vương triều thứ 19 và trong 8 năm trị vì của Pharaon Ramesses III thuộc Vương triều thứ 20, khi họ cố gắng xâm lược lãnh thổ Ai Cập. Pharaon Merneptah nhắc đến Dân tộc biển bằng cụm từ "các quốc gia (hay dân tộc) ngoại bang của biển" (tiếng Ai Cập n3 ḫ3s.wt n<.t> p3 ym) trên bức chạm khắc lớn tại khu vực đền Karnak. Hầu hết các học giả đều cho rằng Dân tộc biển đã xâm lược cả khu vực Hatti và khu vực Levant.
Các Dân tộc biển được người Ai Cập cổ ghi nhận bao gồm tộc Ekwesh, có thể là một nhóm người Hy Lạp cổ đại; tộc Teresh; tộc Tyrrhenians, có thể là tổ tiên người Etruscans; tộc Lukka, một dân tộc vùng Anatolia có thể là tiền thân của người Lycia và tiếng Lycian; tộc Sherden, có thể là một dân tộc vùng Sardinia; tộc Shekelesh, có thể là dân tộc Sicels thuộc đảo Sicily, Italia; tộc Peleset, có thể là biến âm Ai Cập của tộc Philistines đến từ đảo Crete, và là tộc lớn duy nhất thuộc Dân tộc biển đã tới định cư tại khu vực Levant.